# (11360) Formigine
(11360) Formigine (1998 DL14) – planetoida z pasa głównego asteroid okrążająca Słońce w ciągu 3,74 lat w średniej odległości 2,41 j.a. Odkryta 24 lutego 1998 roku.